# Saydabad (huyện)
Sayd Abad là một huyện thuộc tỉnh Vardak, Afghanistan. Dân số thời điểm năm 1999 là 78,123 người.